# Haussmann (warenhuis)
Haussmann moest een luxe warenhuis met een oppervlakte van zo'n 7.000 m² worden aan het Rokin in Amsterdam. In mei 2015 werd bekendgemaakt dat op de plaats van het voormalige Fortispand een nieuw warenhuis onder de naam Haussmann zou komen. Het was een initiatief van een groep investeerders, waaronder Frans van der Kraan, voormalig bestuurder bij Bongenie-Grieder. Het warenhuis zou in september 2016 open moeten gaan. Het zou een luxe warenhuis worden, dat zich zou moeten kunnen meten met warenhuizen als Harrods en het KaDeWe. Het warenhuis zou ondergronds een ingang krijgen op het metrostation.
De ontwikkeling van het project is in handen van de IVY Group, dat in eerste instantie een filiaal van Harvey Nichols wilde vestigen in het pand, maar omdat er allerlei restricties waren verbonden aan een licentie om onder deze naam te opereren en de resultaten van de franchisevestigingen niet bijzonder goed waren, besloot men zelf een warenhuis op te zetten. 
In de kelder zou een beauty-afdeling moeten komen, de begane grond mode-accessoires en sieraden en daarboven vier verdiepingen met mode en schoenen voor dames en heren. Op de vijfde verdieping een restaurant. Verder zou in de vroegere Vleeshal in de Sint Pieterhalsteeg een versmarkt met brasserie komen.
Het warenhuis zou onderscheidend moeten worden door service en een omnichannel-strategie, waarbij winkel en website in elkaar overlopen.
In december 2015 werd bekend dat bekende topmerken als Hermès en Louis Vuitton niet met Haussmann in zee wilden gaan, omdat ze meer ruimte en een shop-in-the-shopconcept wensten.
In februari 2016 vertrok Van der Kraan bij het warenhuis en werd de komst van het warenhuis onzeker. In maart 2016 werd bekend dat alle medewerkers van het project waren gehaald en werd er melding van gemaakt dat het project onzeker was geworden. In mei 2016 werd bekend dat Hudson's Bay in 2017 een filiaal opent in het pand aan het Rokin.